# Cruise (véhicule autonome)
Pour les articles homonymes, voir Cruise.
Cruise LLC est une société américaine de voitures autonomes dont le siège est à San Francisco, en Californie. Fondée en 2013 par Kyle Vogt (en) et Dan Kan, Cruise teste et développe la technologie des voitures autonomes. La société est une filiale de General Motors.

## Historique
Cruise Automation, fondée en 2013 à San Francisco, est rachetée par General Motors en 2016.
La California Public Utilities Commission (en) a autorisé les constructeurs Waymo et Cruise à développer à San Francisco des services de taxis sans chauffeur de sécurité. En 2020 Cruise obtient l'autorisation de tester cinq véhicules autonomes dans certaines rues de la ville. En 2022, Cruise lance un service de robotaxis. La municipalité considère la technologie peu fiable et tente de limiter leur expansion ,,.
En 2025, General Motors cesse de financer Cruise, en tant que flotte de robotaxis. Les recherches et les résultats obtenus sur les véhicules autonomes seront intégrés au développement interne de GM de systèmes avancés d’aide à la conduite tels que Super Cruise.

## Accidentologie
En août 2023, les autorités californiennes demandent à Cruise de réduire sa flotte de taxis autonomes de moitié après que deux accidents soient survenus en une nuit. Ainsi la circulation des véhicules autonomes Cruise se limite à 50 véhicules en journée et à 150 la nuit.